# ハード・カレンシー
ハード・カレンシー（英語: Hard currency ハードカレンシー）、またはハード通貨、強い通貨（Strong currency）、セーフヘイブン通貨（Safe haven currency）という言葉がマクロ経済学で使われるのは、各国で流通している通貨の中で、信頼性が高く、価値の安定した保管場所として機能し、グローバルに取引される通貨を指す。ハード通貨となるように寄与する要因には、それぞれ国の法務および官僚機構の安定性と信頼性、汚職のレベル、購買力の長期的な安定性、関連国の政治的および財政的状況と見通し、および発行する中央銀行の政策などがある。
安全な避難所としての通貨は、世界的なリスク回避の動きを条件として、リスクのある資産の参照ポートフォリオのヘッジのように振る舞う通貨として定義されている。
逆に、ソフト・カレンシー（英語: Soft currency ソフト通貨）とは、不規則に変動したり、他の通貨に対して下落したりすることが予想される通貨である。このように「軟化」するのは、通常、関連する国内の弱い法制度、政治的・財政的不安定の結果である。ハード（硬い）、ソフト（柔らかい）という言葉は、金本位制の名残りである。

## 歴史
歴史的には、一部の先進国の不換紙幣（不換通貨）がハード・カレンシーとして認められてきた。たとえばアメリカドル、ユーロ（ユーロ導入前はドイツマルク及びフランスフラン）、日本円、イギリスポンド、スイスフラン、そしてある程度劣るがカナダドルやオーストラリアドルなど。これは不変のものではなく、時代が変わると、一度は弱いと考えられていた通貨が強くなったり、あるいはその逆になる可能性がある。
ある通貨が実際にどの程度「ハード」なのかを示す指標の1つは、各国の外貨準備の中での占有率がある。
1995年から2022年にかけての公的な外貨準備における通貨の構成割合（%）

| アメリカ・ドル | ユーロ | ドイツマルク | フランス・フラン |
| イギリスポンド | 日本円 | 人民元       | その他           |